# Hermann Lange-Hegermann

Hermann Lange-Hegermann

Hermann Lange-Hegermann (* 19. April 1877 in Bottrop; † 10. Mai 1961 ebenda) war ein deutscher Kaufmann und Politiker (Zentrum).

## Leben und Wirken
Hermann Lange-Hegermann war der Sohn einer katholischen Familie aus Westfalen. Bis zu seinem vierzehnten Lebensjahr besuchte Lange-Hegermann, dessen Vater ein Geschäftsinhaber war, die Volks- und Rektoratsschule in Bottrop. Danach absolvierte er von 1891 bis 1894 eine Schneiderlehre, abschließend bis 1897 eine Kaufmannslehre. Von 1897 bis 1902 arbeitete er als Verkäufer, Handelsreisender und Buchhalter in Berlin und Köln. 1902 wurde er Teilhaber des väterlichen Geschäftes in Bottrop, 1906 Inhaber. Als geachteter Bürger seiner Stadt wurde er später auch Gemeinde- beziehungsweise Stadtverordneter in Bottrop sowie Mitglied des Kreistages Recklinghausen und der Handwerkskammer Münster und Vorsitzender des Innungsausschusses Bottrop. Hinzu kam die Mitgliedschaft im Aufsichtsrat der Hauptgenossenschaft für den Handwerkskammerbezirk Münster.
Nach dem Ersten Weltkrieg begann Lange-Hegermann sich verstärkt in der katholisch geprägten Zentrumspartei zu engagieren. In dieser wurde er Vorsitzender des Handwerkbeirates der westfälischen Landesgruppe. Außerdem gehörte er von 1920 bis 1928 für seine Partei dem Reichstag in Berlin an. In diesem vertrat Lange-Hegermann zunächst von 1920 bis Mai 1924 den Wahlkreis 19 (Westfalen-Nord), dann – nach einer Änderung der Wahlkreisnummerierung – von Mai 1924 bis 1928 den Wahlkreis 17 (Westfalen-Nord). Im Berliner Parlament fiel Lange-Hegermann, der als ein „kluger Kopf“ in finanziellen Fragen galt, besonders als Vorsitzender eines während der Wirtschaftskrise der frühen 1920er Jahre eingesetzten achtköpfigen „Untersuchungsausschuess zur Prüfung der Wirkung der Maßnahmen zur Stützung der Mark“ auf. Daneben gehörte er den Aufsichtsräten vieler Gesellschaften des Barmat-Konzerns an.
Sein Bottroper Geschäft gab Lange-Hegermann bereits 1923 nach dem französischen Einmarsch im Ruhrgebiet auf.